# 노란 손수건 (1995년 영화)
"노란 손수건"(Yellow Handkerchief)은 한국에서 제작된 김정철 감독의 1995년 멜로/로맨스, 드라마 영화이다. 박준규 등이 주연으로 출연하였고 허성수 등이 제작에 참여하였다.

## 출연

### 주연
- 박준규
- 홍여진
- 진도희
- 김창현
- 장송미
- 나기수
- 유다영

### 조연
- 이대갑

## 기타
- 각색: 김정철
- 제작총지휘: 여한동
- 조명: 전명천
- 조연출: 성도진
- 분장: 박현주
- 분장: 양은영
- 효과: 이재희